# Arhopala batis
Arhopala batis är en fjärilsart som beskrevs av Hans Fruhstorfer 1914. Arhopala batis ingår i släktet Arhopala och familjen juvelvingar. Inga underarter finns listade i Catalogue of Life.